# Typhlodromus kikuyuensis
Typhlodromus kikuyuensis är en spindeldjursart som beskrevs av Swirski och Emile Enrico Ragusa 1978. Typhlodromus kikuyuensis ingår i släktet Typhlodromus och familjen Phytoseiidae. Inga underarter finns listade i Catalogue of Life.